# أثر جائحة فيروس كورونا على الفنون التعبيرية

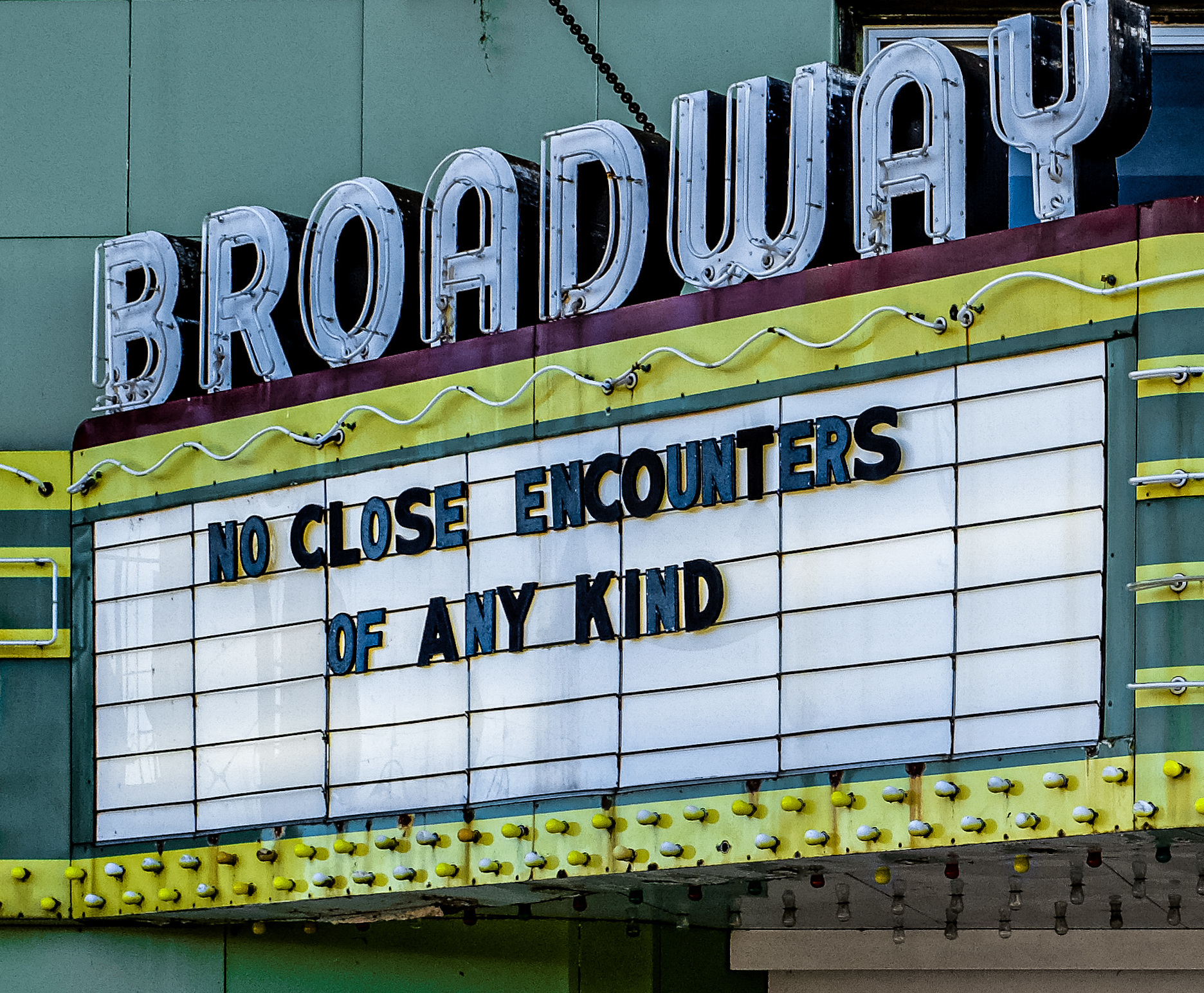

## الإغلاقات والإلغاءات

### المسرح
أًلغيت أو تأجلت الكثير من العروض المسرحية. إذ أُغلقت جميع مسارح برودواي في نيويورك حتى 6 سبتمبر 2020، بينما أغلقت مسارح ويست إند في لندن حتى 28 يونيو 2020. كان من المقرر بالفعل إنهاء العديد من العروض، لكنها أُجبرت على الإغلاق قبل الموعد المتوقع.
يعتقد كاميرون ماكينتوش، منتج مسرحي، أن الأمر سيستغرق من أربعة إلى خمسة أشهر حتى يعود الممثلون إلى المسرح بعد انتهاء التباعد الاجتماعي.
| العروض/ الشركات               | الموقع                                            | التفاصيل                                                                                 | المصدر       |
| جولييت                        | مسرح شافتسبري، لندن، إنجلترا                      | مغلق حتى 28 يونيو 2020.                                                                  | [ 2 ]        |
| دالميشنز 101                  | مسرح ريجينت بارك المفتوح، لندن، إنجلترا           | تأجّل العرض العالمي الأول من 16 مايو 2020 إلى 15 مايو.2021                                | [ 8 ]        |
| 4000 ميل                      | مسرح ذا أولد فيك، لندن، إنجلترا                   | تأجّل.                                                                                    | [ 9 ]        |
| 9 إلى 5: ذا ميوزيكال          | مسرح سافوي، لندن، إنجلترا                         | مغلق نهائيًا بعد الأداء النهائي في مارس 2020.                                             | [ 3 ]        |
| إينت تو براود                 | مسرح إمبريال، نيويورك، الولايات المتحدة           | مغلق حتى 6 سبتمبر 2020.                                                                  | [ 1 ]        |
| علاء الدين                    | مسرح نيو أمستردام، نيويورك، الولايات المتحدة      | مغلق حتى 6 سبتمبر 2020.                                                                  | [ 1 ]        |
| أمريكان بافولو                | مسرح سيركل إن ذا سكوير، نيويورك، الولايات المتحدة | تأجل الافتتاح إلى 7 يونيو 2020.                                                          | [ 1 ]        |
| بيتلجوس                       | مسرح الحديقة الشتوية                              | أُغلق الأداء النهائي بشكل دائم في 10 مارس 2020؛ قد ينتقل العرض إلى مسرح آخر أو جولة أخرى. | [ 4 ]        |
| بلايث سبيريت                  | مسرح دوك أوف يورك، لندن، إنجلترا                  | تأجّل إلى الخريف.                                                                         | [ 10 ]       |
| بيرثداي كاندلز                | مسرح أميركان إيرلاينز، نيويورك، الولايات المتحدة  | مغلق حتى 7 يونيو 2020.                                                                   | [ 1 ]        |
| ذا بوك أوف مورمن              | مسرح برينس أوف ويلز، لندن، إنجلترا                | مغلق حتى 28 يونيو 2020.                                                                  | [ 1 ]        |
| كارولين أور تشينج             | استوديو 54، نيويورك، الولايات المتحدة             | تأجّل إلى الخريف.                                                                         | [ 2 ]        |
| شيكاغو                        | مسرح إمباسادور، نيويورك، الولايات المتحدة         | مغلق حتى 6 سبتمبر 2020.                                                                  | [ 10 ]       |
| سندريلا                       | مسرح جيليان لين، لندن، إنجلترا                    | تأجل إلى أكتوبر 2020.                                                                    | [ 1 ]        |
| سيتي أوف إنجيلز               | مسرح غاريك، لندن، إنجلترا                         | مغلق حتى 28 يونيو 2020.                                                                  | [ 11 ]       |
| كومباني                       | مسرح برنارد بي.جاكوب، نيويورك، الولايات المتحدة   | تأجل.                                                                                    | [ 2 ]        |
| دير إيفان هانسن               | مسرح ميوزك بوكس، نيويورك، الولايات المتحدة        | مغلق حتى 7 يونيو 2020.                                                                   | [ 1 ]        |
| دير إيفان هانسن               | مسرح نويل كوارد، لندن، إنجلترا                    | مغلق حتى 28 يونيو 2020.                                                                  | [ 2 ]        |
| ديانا                         | مسرح ذا لونغ إيكر، نيويورك، الولايات المتحدة      | تأجل الافتتاح.                                                                           | }}           |
| إيند غيم آند راف فور ثياتر    | مسرح ذا أولد فيك، لندن، إنجلترا                   | أُغلق قبل أسبوعين تاريخ انتهائه عرضه المقرر في مارس 2020                                  | [ 12 ]       |
| إيفري بادي توكينغ أباوت جيمي  | مسرح أبولو، لندن، إنجلترا                         | مغلق حتى 28 يونيو 2020.                                                                  | [ 2 ]        |
| فلاينغ أوفر سان سيت           | مسرح فيفيان بومونت، نيويورك، الولايات المتحدة     | تأجل الافتتاح.                                                                           | [ 13 ]       |
| فروزن                         | مسرح سانت جيمس، نيويورك، الولايات المتحدة         | مغلق نهائيًا بعد الأداء النهائي في 11 مارس 2020.                                          | [ 6 ]        |
| غيرل فرام ذا نورث             | مسرح بيلاسكو، نيويورك، الولايات المتحدة           | مغلق حتى 6 سبتمبر 2020.                                                                  | [ 1 ]        |
| هيدستاون                      | مسرح والتر كير، نيويورك، الولايات المتحدة         | مغلق حتى 6 سبتمبر 2020.                                                                  | [ 1 ]        |
| هيرسبراي                      | مسرح مدرج لندن، لندن، إنجلترا                     | تأجل إلى 1 سبتمبر - 8 نوفمبر.                                                            | [ 14 ]       |
| هاميلتون (مسرحية موسيقية)     | مسرح ريتشارد رودجرز، نيويورك، الولايات المتحدة    | مغلق حتى 6 سبتمبر 2020.                                                                  | [ 1 ]        |
| هاميلتون (مسرحية موسيقية)     | مسرح فيكتوريا بالاس، لندن، إنجلترا                | مغلق حتى 28 يونيو 2020.                                                                  | [ 2 ]        |
| هانغمين                       | مسرح جون غولدن، نيويورك، الولايات المتحدة         | ألغي بعد 13 عرضًا أوليًا.                                                                  | [ 15 ]       |
| هاري بوتر والطفل الملعون      | مسرح ليرك، نيويورك، الولايات المتحدة              | مغلق حتى 6 سبتمبر 2020.                                                                  | [ 1 ]        |
| هاري بوتر والطفل الملعون      | مسرح بالاس، لندن، إنجلترا                         | مغلق حتى 28 يونيو 2020.                                                                  | [ 2 ]        |
| هاو آي ليرند تو درايف         | مسرح فريدمان، نيويورك، الولايات المتحدة           | تأجل العرض الأول حتى إشعار آخر.                                                          | [ 16 ]       |
| آيدينكال                      | مسرح نوتنغهام، نوتنغهام، إنجلترا                  | تأجل العرض العالمي الأول إلى عام 2021.                                                   | [ 17 ]       |
| ذا إنهريتانس                  | مسرح إيثيل باريمور، نيويورك، الولايات المتحدة     | أُلغيت العروض الأربعة الأخيرة.                                                            | [ 1 ]        |
| جاكيد ليتل بيل                | مسرح برودهيرست، نيويورك، الولايات المتحدة         | مغلق حتى 7 يونيو 2020.                                                                   | [ 1 ]        |
| ذا ليمان تريلجي               | المسرح الهولندي، نيويورك، الولايات المتحدة        | تأجل العرض الأول.                                                                        | [ 1 ]        |
| ليوبولدشتات                   | مسرح ويندهام، لندن، إنجلترا                       | مغلق حتى 28 يونيو 2020.                                                                  | [ 2 ]        |
| لي ميزيرابل                   | مسرح كوينز، لندن، إنجلترا                         | مغلق حتى 28 يونيو 2020.                                                                  | [ 2 ]        |
| الأسد الملك (مسرحية موسيقية)  | مسرح مينسكوف، نيويورك، الولايات المتحدة           | مغلق حتى 6 سبتمبر 2020.                                                                  | }}           |
| الأسد الملك (مسرحية موسيقية)  | مسرح لايسيوم، لندن، إنجلترا                       | مغلق حتى 28 يونيو 2020.                                                                  | [ 2 ]        |
| لوكال هيرو                    | مسرح ذا أولد فيك، لندن، إنجلترا                   | تأجل.                                                                                    | [ 9 ]        |
| ماجيك غوز رونغ                | مسرح فودفيل، لندن، إنجلترا                        | مغلق حتى 28 يونيو 2020.                                                                  | [ 2 ]        |
| ماما ميا!                     | مسرح نوفيلو، لندن، إنجلترا                        | مغلق حتى 28 يونيو 2020.                                                                  | [ 2 ]        |
| ماري بوبينز                   | مسرح برينس إدوارد، لندن، إنجلترا                  | مغلق حتى 28 يونيو 2020.                                                                  | [ 2 ]        |
| ماتيلدا ذا ميوزيكال           | مسرح كامبريدج، لندن، إنجلترا                      | مغلق حتى 28 يونيو 2020.                                                                  | [ 2 ]        |
| مين غيرلز                     | مسرح أوغست ويلسون، نيويورك، الولايات المتحدة      | مغلق حتى 6 سبتمبر 2020.                                                                  | [ 1 ] [ 18 ] |
| ذا مينيتس                     | مسرح كورت، نيويورك، الولايات المتحدة              | مغلق حتى 6 سبتمبر 2020.                                                                  | [ 1 ]        |
| مولن روج                      | مسرح هيرشفيلد، نيويورك، الولايات المتحدة          | مغلق حتى 6 سبتمبر 2020.                                                                  | [ 1 ]        |
| مصيدة الفئران (مسرحية)        | مسرح سانت مارتن، لندن، إنجلترا                    | مغلق حتى 28 يونيو 2020.                                                                  | [ 2 ]        |
| مسز. داوتفاير                 | مسرح ستيفين سونديم، نيويورك، الولايات المتحدة     | تأجل الافتتاح.                                                                           | [ 1 ]        |
| أون بلوبيري هيل               | استديو تراف ألغر، لندن، إنجلترا                   | مغلق حتى 28 يونيو 2020.                                                                  | [ 2 ]        |
| أونلي فولز آند هورسيز         | مسرح رويال هايماركت، لندن، إنجلترا                | مغلق حتى 28 يونيو 2020.                                                                  | [ 2 ]        |
| شبح الأوبرا (مسرحية 1986)     | مسرح ماجستيك (برودواي)، نيويورك، الولايات المتحدة | مغلق حتى 6 سبتمبر 2020.                                                                  | [ 19 ]       |
| شبح الأوبرا (مسرحية 1986)     | مسرح صاحبة الجلالة، لندن، إنجلترا                 | مغلق حتى 28 يونيو 2020.                                                                  | [ 2 ]        |
| ذا بلاي ذات غوز رونغ          | مسرح الدوقة، لندن، إنجلترا                        | مغلق حتى 28 يونيو 2020.                                                                  | [ 2 ]        |
| بلازا سويت                    | مسرح هادسون، نيويورك، الولايات المتحدة            | تأجلت العروض والأولية والافتتاح.                                                         | [ 1 ]        |
| بريتي وومن: ذا ميوزيكال       | مسرح بيكاديللي، لندن، إنجلترا                     | مغلق حتى 28 يونيو 2020.                                                                  | [ 2 ]        |
| ذا برينس أوف إيجيبت           | مسرح دومينيون، لندن، إنجلترا                      | مغلق حتى 28 يونيو 2020.                                                                  | [ 2 ]        |
| سينغ ستريت                    | مسرح لايسيوم، لندن، إنجلترا                       | تأجل الافتتاح.                                                                           | }}           |
| ذا سيغول                      | مسرح بلاي هاوس، لندن، إنجلترا                     | أُلغي.                                                                                    | [ 19 ]       |
| سانداي إن ذا بارك ويذ جورج    | مسرح سافوي، لندن، المملكة المتحدة                 | تأجل إلى عام 2021.                                                                       | [ 2 ]        |
| تيك مي آوت                    | مسرح هايز، نيويورك، الولايات المتحدة              | تأجل الافتتاح.                                                                           | [ 1 ]        |
| ثريلر لايف                    | مسرح ليرك، لندن، إنجلترا                          | مغلق نهائيًا بعد الأداء النهائي في 15 مارس 2020.                                          | [ 2 ]        |
| تينا                          | مسرح لونت فونتان، نيويورك، الولايات المتحدة       | مغلق حتى 6 سبتمبر 2020.                                                                  | [ 1 ]        |
| تينا                          | مسرح ألدويش، لندن، إنجلترا                        | مغلق حتى 28 يونيو 2020.                                                                  | [ 2 ]        |
| تو كيل إيه موكينغ بيرد        | مسرح شوبرت، نيويورك، الولايات المتحدة             | مغلق حتى 6 سبتمبر 2020.                                                                  | [ 1 ]        |
| العم فانيا                    | مسرح هارولد بينتر، لندن، إنجلترا                  | مغلق حتى 28 يونيو 2020.                                                                  | [ 2 ]        |
| ذا أب ستارت كرو               | مسرح غيلغود، لندن، إنجلترا                        | مغلق حتى 28 يونيو 2020.                                                                  | [ 2 ]        |
| ويتريس                        | مسرح أديلفي، لندن، إنجلترا                        | مغلق نهائيًا بعد الأداء النهائي في 16 مارس 2020.                                          | [ 5 ]        |
| ويست سايد ستوري               | برودواي (مسرح)، نيويورك، الولايات المتحدة         | مغلق حتى 6 سبتمبر 2020.                                                                  | [ 1 ]        |
| وات إز نيو بوسي كات؟          | ليدس بلاي هاوس                                    | تأجل الافتتاح من 23 سبتمبر 2020 حتى 2021.                                                | [ 20 ]       |
| هو إز أفريد أوف فرجينيا وولف؟ | مسرح بوث، نيويورك، الولايات المتحدة               | ألغي بعد 9 عروض أولية.                                                                   | [ 21 ]       |
| ويكد                          | مسرح غيرشوين، نيويورك، الولايات المتحدة           | مغلق حتى 6 سبتمبر 2020.                                                                  | [ 1 ]        |
| ويكد                          | مسرح أبولو فيكتوريا، لندن، إنجلترا                | مغلق حتى 28 يونيو 2020.                                                                  | [ 2 ]        |
| ذا وومن إن بلاك               | مسرح فورتون، لندن، إنجلترا                        | مغلق حتى 28 يونيو 2020.                                                                  | [ 2 ]        |

   شركات المسارح / المسارح المتأثرة
| الشركة              | الموقع                      | التفاصيل                | المصدر |
| مسرح رويال ناشيونال | لندن، إنجلترا               | مغلق حتى 30 يونيو 2020. | [ 22 ] |
| شركة رويال شكسبير   | ستراتفورد (وركشير)، إنجلترا | مغلق حتى 30 يونيو 2020. | [ 23 ] |
| شكسبير غلوب         | لندن، إنجلترا               | مغلقة حتى إشعار آخر.    | [ 24 ] |

## الجولات المتأثرة
| العروض/ الشركات              | التفاصيل | المصدر        |
| علاء الدين                   | أُجّلت العروض المتبقية في كل من سان أنطونيو وتكساس وكانساس سيتي (ميزوري). | [ 25 ]        |
| أناستازيا                    | عُدّلت المواعيد في تلسا، أوكلاهوما إلى 11-16 أغسطس. بينما تأجلت البقية في نيو أورلينز وجاكسونفيل (فلوريدا).                                                                                         | [ 25 ]        |
| ذا باتشلر لايف أون ستيج      | أُلغيت أو تأجلت الرحلات من كانساس سيتي، ميزوري إلى أوستن، تكساس حتى أكتوبر 2020. | [ 26 ] [ 27 ] |
| باندستاند                    | أُلغيت المواعيد أو تأجلت في كل من سكنيكتادي (نيويورك) وموريستاون (نيوجيرسي) وورسستر وموديستو (كاليفورنيا) ورينو (نيفادا) وبويسي وساكرامنتو (كاليفورنيا) وليكسينغتون (كنتاكي).                      | [ 25 ]        |
| ذا براند فيزيت               | تأجلت المواعيد حتى 26 يوليو في كل من ريتشموند (فيرجينيا) ودي موين (آيوا) وسان فرانسيسكو ولاس فيغاس ولوس أنجلوس.                                                                                   | [ 25 ]        |
| بيوتيفول: كارول كينغ         | أُلغيت العديد من المواعيد التي تستمر مدة ليلة واحدة أو ليلتين حتى خريف عام 2020. | [ 25 ]        |
| ذا بوك أوف مورمن             | أُلغيت جميع المواعيد المتبقية، من سان فرانسيسكو إلى هرشي، بنسلفانيا. | [ 25 ]        |
| كاتس                         | أُلغيت أو تأجلت العروض في سانت لويس (ميزوري) وروتشستر (نيويورك) وفورت واين ونيو برونزويك (نيو جيرسي) وميدلاند وكالامازو.                                                                           | [ 25 ]        |
| كام فرام أوي                 | توقفت العروض في ويست بالم بيتش وفورت لودرديل وفورت مايرز. | [ 25 ]        |
| دير إيفان هانسن              | أُلغيت العروض في ديترويت وفيلادلفيا. ومن المقرر استئناف الجولة بتاريخ 5 مايو في بالتيمور. | [ 25 ]        |
| فروزن                        | تأجلت العروض في كل من بورتلاند (أوريغون) وسان دييغو وسولت ليك (مدينة). ومن المقرر استئناف الجولة بتاريخ 6 مايو في منيابولس.                                                                       |               |
| هاميلتون                     | توقفت العروض في مسرح بانتاغس (هوليوود) في لوس أنجلوس حتى 21 أبريل. أُلغيت جولة فيليب الموسيقية، بما في ذلك العروض في تورونتو وأوتاوا. وعُدّلت مواعيد جولة أنجليكا في أتلانتا إلى 4 أغسطس - 6 سبتمبر. | [ 25 ]        |
| هاري بوتر والطفل الملعون     | أُلغيت العروض في مسرح مسرح كوران في سان فرانسيسكو حتى 30 أبريل. | [ 25 ]        |
| هالو دوللي (موسيقى)          | أُلغيت جميع العروض المتبقية. | [ 25 ]        |
| جيرسي بويز                   | أُلغيت العروض في كل من ياكيما وسبوكين وسياتل وثاوزند أوكس (كاليفورنيا) ولاس كروسيس (نيومكسيكو) وتوسان (أريزونا) وهونولولو حتى مايو 2020.                                                           | [ 25 ]        |
| يسوع المسيح سوبر ستار        | ألغيت المواعيد في فيلادلفيا وواشنطن العاصمة. تأثرت أيضًا مواعيد العروض في دالاس. | [ 25 ]        |
| ذا لاست شيب                  | تأجلت المشاركة في واشنطن العاصمة حتى إشعار آخر. | [ 25 ]        |
| لي ميزيرابل                  | ستُعاد جدولة مواعيد العرض في كل من فيلادلفيا وإل باسو (تكساس) وفريسنو (كاليفورنيا) إلى تواريخ أخرى لاحقًا.                                                                                          | [ 25 ]        |
| الأسد الملك (مسرحية موسيقية) | تأجلت العروض في مسرح سترانهان في توليدو (أوهايو). بينما أُلغيت في أوماها (نبراسكا). ومن المقرر استئناف الجولة بتاريخ 13 مايو في دنفر.                                                              | [ 25 ]        |
| مين غيرلز                    | أُلغيت العروض في نيو أورلينز ودنفر ولاس فيغاس. من المقرر استئناف الجولة بتاريخ 28 أبريل في لوس أنجلوس.                                                                                             | [ 25 ]        |
| ميس سايغون                   | أُلغيت جميع العروض المتبقية. | [ 25 ]        |
| ماي فير ليدي                 | أُلغيت العروض في ميلواكي وماديسون (مقاطعة دان). وتأجلت في كليفلاند. حُدّد تاريخ جديد للعرض في شيكاغو، 10-23 مايو عام 2021.                                                                           | [ 25 ]        |
| ونس أون ذيس آيلاند           | أُلغيت جميع العروض المتبقية. | [ 25 ]        |
| ذا بلاي ذات غوز رونغ         | أُلغيت جميع المواعيد المتبقية حتى شهر مايو. | [ 25 ]        |
| سبونج بوب سكوير بانتس        | أُلغيت جميع المواعيد المتبقية. | [ 25 ]        |
| سمر: ذا دونا سمر ميوزيكال    | أُلغيت العروض المتبقية في بيتسبرغ (بنسيلفانيا) وويست بالم بيتش. ومن المقرر استئناف عروض الأداء في 5 مايو في تامبا (فلوريدا).                                                                       | [ 25 ]        |
| وات كانسيتيوشن مينز تو مي    | أُلغيت العروض المتبقية على مسرح برودواي في شيكاغو. | [ 25 ]        |
| ويكد                         | أُلغيت العروض في ماديسون (مقاطعة دان) وإيست لانسنغ، مع الاستعداد لعودة العروض في كولومبوس (أوهايو). ومن المقرر أن تعود الجولة بتاريخ 20 مايو في نورفولك (فرجينيا).                                 | [ 25 ]        |

مراسم توزيع الجوائز المتأثرة
| الحدث                        | التفاصيل                                                                     | المصدر |
| جوائز لورانس أوليفر 2020     | أُلغيت، مع الإعلان عن إصدار الجوائز بطريقة بديلة.                             | [ 28 ] |
| جوائز توني 74th              | تأجلت.                                                                       | [ 29 ] |
| جائزة بوليتزر عن فئة الدراما | أُعلن التأجيل عن هذا الحدث إلى 4 مايو عبر بث مباشر على الموقع الرسمي للجائزة. | [ 30 ] |

### الرقص
أُلغيت أو تأجلت معظم عروض الرقص. اضطرت بعض الشركات إلى إلغاء مواسم الرقص بشكل كامل.
| الشركات                        | الموقع | التفاصيل | المصدر |
| مسرح ألفين أيلي الأمريكي للرقص | دالاس، لوس أنجلوس، بالم ديزرت (كاليفورنيا)، لاس فيغاس، بيركيلي (كاليفورنيا)، سياتل، سان أنطونيو، هيوستن، أميرست، نيويورك. | ألغيت الجولة، مع آمال بتحديد موعد جديد لاحقًا، وأُلغي موسم 2020 في مركز لينكولن. | [ 31 ] |
| ألونزو كينغ لينس باليه         | مركز يربا بوينا للفنون، سان فرانسيسكو، كاليفورنيا                                                                         | أُلغي موسم الربيع 2020 بالإضافة إلى المهرجان. | [ 31 ] |
| مسرح الباليه الأمريكي          | شيكاغو، درم (كارولاينا الشمالية)، ديترويت، نيويورك، أبو ظبي، الإمارات العربية المتحدة                                     | أُلغيت مواعيد الجولة في كل من الولايات المتحدة وأبو ظبي، وأُلغي أيضًا موسم الذكرى الثمانين في دار الأوبرا متروبوليتان (لينكولن سنتر)، وتأجل الاحتفال بالذكرى السنوية الثمانين إلى 21 أكتوبر 2020                            | [ 31 ] |
| باليه مونت كارلو               | مونت كارلو | أُلغيت عروض أبريل. | [ 31 ] |
| برمنغهام رويال باليه           | برمنغهام هيبودروم، برمنغهام (إنجلترا)                                                                                     | أُلغيت العروض خلال شهر يوليو. | [ 32 ] |
| بولشوي باليه                   | مسرح البولشوي، موسكو، روسيا، مركز جون إف.كينيدي للفنون المسرحية، واشنطن العاصمة                                           | أُلغيت جميع العروض حتى 10 أبريل. | [ 31 ] |
| بوسطن باليه                    | بوسطن، ماساتشوستس | عُلّقت نشاطات الموسم المتبقية من 2020 إلى 2121، وتأجل عرض العمل الجديد لستيفن غالاوي إلى فبراير 2021. | [ 31 ] |
| الباليه الوطني الهولندي        | ستوپيرا، أمستردام، هولندا                                                                                                 | أُلغيت جميع العروض حتى 12 يوليو 2020. | [ 33 ] |
| الباليه الوطني الإنجليزي       | لندن، هاي ويكومب، بروملي، المملكة المتحدة برشلونة، إسبانيا مدينة مكسيكو، المكسيك                                          | ألغيت المواعيد البريطانية والدولية حتى 28 يونيو. | [ 34 ] |
| جوفري باليه                    | شيكاغو، إلينوي، الولايات المتحدة الأمريكية                                                                                | تأجلت جميع العروض المتبقية من موسم 2019-20، بما في ذلك دون كيشوت. | [ 31 ] |
| هونغ كونغ باليه                | الولايات المتحدة الأمريكية                                                                                                | أُلغي جزء من جولة الولايات المتحدة الأمريكية. | [ 35 ] |
| ماديسون باليه                  | ماديسون (مقاطعة دان)، ويسكونسن، الولايات المتحدة الأمريكية                                                                | أُلغي موسم الربيع 2020. | [ 31 ] |
| شركة مارثا غراهام للرقص        | نيويورك | تأجلت جميع العروض حتى 20 يونيو. | [ 31 ] |
| الباليه الوطني لكندا           | تورنتو، أوتاوا، كندا لندن، إنجلترا                                                                                        | تأجلت بعض العروض إلى نوفمبر 2020 ويونيو 2021؛ تأجل أيضًا العرض الأول في أمريكا الشمالية إلى يونيو 2022؛ تأجل الاحتفال بالذكرى الخمسين لتأسيس كارين كين إلى 24 نوفمبر 2020؛ أُلغيت الجولة في كل من أوتاوا والمملكة المتحدة. | [ 31 ] |
| نيويورك باليه                  | مركز لينكولن، نيويورك، الولايات المتحدة الأمريكية مسرح سادلر ويلز، لندن، إنجلترا                                          | أُلغي موسم الربيع 2020، بما في ذلك العروض الأولى للأعمال الجديدة، والجولات السياحية في لندن. | [ 31 ] |
| مسرح الباليه الشمالي           | لندن، ليدز، شفيلد، كارديف، ليستر، نيوكاسل، ميلتون كينز، إنجلترا إدنبرة، اسكتلندا                                          | أُلغيت جميع الجولات حتى 30 مايو 2020. | [ 36 ] |
| شركة بّي إن بي                  | مكاو هال، سياتل، واشنطن العاصمة، الولايات المتحدة الأمريكية                                                               | أُلغيت جميع العروض حتى 12 يونيو 2020. | [ 31 ] |
| باليه أوبرا باريس              | باريس، فرنسا | أُلغيت جميع العروض حتى 14 يوليو 2020؛ وتأجل أداء عرض وداع إليونورا أباجيناتو إلى الخريف. | [ 37 ] |
| الباليه الملكي                 | دار الأوبرا الملكية، لندن، إنجلترا                                                                                        | أُلغيت جميع العروض حتى 22 يوليو 2020. | [ 31 ] |
| الباليه الملكي في فلاندرز      | أنتويرب، بلجيكا | أُلغيت العروض حتى 7 يوليو 2020. | [ 31 ] |
| سان فرانسيسكو باليه            | دار الأوبرا الحربية التذكارية، سان فرانسيسكو، كاليفورنيا، الولايات المتحدة الأمريكية مركز فور سيزونز، تورونتو، كندا       | أُلغي الموسم المتبقي من 2020، إلى جانب العرض الأول ذا سيزونز في تورونتو. | [ 31 ] |
| الباليه الاسكتلندي             | نيويورك، واشنطن العاصمة، الولايات المتحدة الأمريكية                                                                       | أُلغيت العروض المتبقية في الولايات المتحدة. | [ 31 ] |
| باليه واشنطن                   | مركز جون إف.كينيدي للفنون المسرحية، واشنطن العاصمة، الولايات المتحدة الأمريكية                                            | أُلغيت عروض الأداء حتى يونيو 2020، وتأجل العرض العالمي الأول لجولي كينت وبحيرة البجع وباربي فيكتور إلى مايو 2021. | [ 38 ] |

### الأوركسترا
أُلغيت أو تأجلت معظم عروض الأوركسترا.
عروض الأوركسترا المتأثرة
| الشركات                                       | الموقع                                                                                       | التفاصيل                                                | المصدر |
| أوركسترا بورنموث السيمفونية                   | لايت هاوس، جامعة إكستر، إكستر، بورتسموث غيلدهول، بورتسموث، قاعة السمفونية، برمنغهام، إنجلترا | أُلغيت العروض المنتجة بما في ذلك إلكترا، وليالي عربية.   | [ 39 ] |
| أوركسترا بوسطن السيمفونية                     | سول، كوريا الجنوبية تايبيه، تايوان هونغ كونغ شانغهاي، الصين                                  | أُلغيت الجولة الآسيوية.                                  | [ 39 ] |
| قاعة كارنيجي                                  | نيويورك، الولايات المتحدة الأمريكية                                                          | أُلغيت تجارب الأداء والعروض حتى 31 مارس.                 | [ 40 ] |
| أوركسترا مدينة برمنغهام السيمفونية            | قاعة السمفونية، برمنغهام، إنجلترا                                                            | أُلغيت جميع الحفلات الموسيقية حتى منتصف أبريل 2020.      | [ 39 ] |
| أوركسترا كليفلاند                             | لينتس وفيينا، النمسا باريس، فرنسا أبو ظبي، الإمارات العربية المتحدة                          | إلغاء الجولات في أوروبا والشرق الأوسط.                  | [ 39 ] |
| أوركسترا دراغون بول السمفونية                 | جولة الولايات المتحدة                                                                        | أُلغيت جميع العروض في أمريكا الشمالية.                   | [ 39 ] |
| أوركسترا هونغ كونغ                            | أوساكا، طوكيو، اليابان دايجون، تشنتشون (مدينة)، غوانغجو، كوريا الجنوبية                      | أُلغيت العروض في اليابان وكوريا الجنوبية.                | [ 39 ] |
| أوركسترا يوهان شتراوس                         | الولايات المتحدة                                                                             | أُلغيت باقي الجولات في الولايات المتحدة.                 | [ 39 ] |
| أوركسترا لوس أنجلوس                           | قاعة حفلات والت ديزني، لوس أنجلوس، كاليفورنيا، الولايات المتحدة                              | أُلغيت جميع العروض حتى 31 مارس.                          | [ 39 ] |
| الأوركسترا الوطنية للأطفال في بريطانيا العظمى | ذا أنفيل، باسينغستوك، هامبشاير (مقاطعة)، إنجلترا                                             | أُلغيت حفلات الإقامة الربيعية.                           | [ 39 ] |
| أوركسترا نيويورك                              | قاعة ديفيد غيفن، نيويورك، الولايات المتحدة                                                   | أُلغيت جميع العروض حتى 31 مارس.                          | [ 39 ] |
| أوركسترا فيلادلفيا                            | مركز كيميل للفنون المسرحية، فيلادلفيا، بنسيلفانيا، الولايات المتحدة                          | أُلغيت جميع الفعاليات والتدريبات حتى 23 مارس.            | [ 39 ] |
| أوركسترا ليفربول الملكي                       | قاعة الأوركسترا، ليفربول، إنجلترا                                                            | أُلغيت جميع الفعاليات في قاعة الأوركسترا وغرفة الموسيقى. | [ 39 ] |
| الأوركسترا الوطنية الاسكتلندية الملكية        | غلاسكو، اسكتلندا                                                                             | أُلغيت جميع الحفلات الموسيقية حتى 29 أبريل 2020.         | [ 39 ] |
| أوركسترا لندن                                 | لوكسمبورغ (مدينة) إسن (ألمانيا)، دوسلدورف، ميونخ، فرانكفورت، هانوفر، ألمانيا فيينا، النمسا   | أُلغيت الجولة الأوروبية.                                 | [ 39 ] |
| الأوركسترا الوطنية السيمفونية                 | اليابان                                                                                      | أُلغيت عروض اليابان.                                     | [ 39 ] |
| أوركسترا باريس                                | فيلهارموني باريس                                                                             | أُلغيت جميع الحفلات الموسيقية.                           | [ 39 ] |
| أوركسترا لوزان                                | لوزان، سويسرا                                                                                | ألغيت حفلات مارس.                                       | [ 39 ] |

### الأوبرا
أُلغيت أو تأجلت معظم عروض الأوبرا.
عروض الأوبرا المتأثرة
| الشركات                    | الموقع                                                            | التفاصيل                                           | المصدر |
| أوبرا ولاية بافاريا        | ميونيخ، ألمانيا                                                   | أُلغيت جميع العروض حتى 19 أبريل.                    | [ 39 ] |
| الأوبرا الوطنية الهولندية  | ستوپيرا، أمستردام، هولندا                                         | أُلغيت جميع العروض قبل 1 يونيو 2020.                | [ 41 ] |
| الأوبرا الوطنية الإنجليزية | لندن كوليسيوم، إنجلترا                                            | أُلغيت جميع العروض حتى 23 مايو 2020.                | [ 42 ] |
| أوبرا لوس أنجلوس           | جناح دوروثي تشاندلر، لوس أنجلوس، كاليفورنيا، الولايات المتحدة     | أُلغيت أوبرا روبرتو ديفيروكس.                       | [ 39 ] |
| أوبرا ميتروبوليتان         | دار الأوبرا متروبوليتان (لينكولن سنتر)، نيويورك، الولايات المتحدة | ألغيت جميع تجارب الأداء والعروض حتى 31 مارس.       | [ 40 ] |
| أوبرا هولاند بارك          | هولاند بارك، لندن، إنجلترا                                        | تأجل موسم يونيو - أغسطس 2020.                      | [ 39 ] |
| أوبرا نورث                 | المسرح الكبير، ليدز، إنجلترا                                      | إلغاء جميع الأنشطة العامة أو تأجيلها حتى 30 أبريل. | [ 39 ] |
| الأوبرا الملكية            | دار الأوبرا الملكية، لندن، إنجلترا                                | أُلغيت جميع العروض.                                 | [ 43 ] |
| أوبرا سان دييغو            | مسرح سان دييغو المدني، كاليفورنيا، الولايات المتحدة               | أُلغيت جميع العروض.                                 | [ 39 ] |
| أوبرا سياتل                | قاعة مكاو، سياتل، واشنطن العاصمة، الولايات المتحدة                | أُلغيت جميع الفعاليات حتى 31 مارس.                  | [ 39 ] |

### المهرجانات
المهرجانات المتأثرة
| العروض/ الشركات         | الموقع             | التفاصيل                             | المصدر |
| مهرجان أدنبرة           | أدنبرة، اسكتلندا   | أُلغي لعام 2020.                      | [ 44 ] |
| مهرجان هولندا           | أمستردام، هولندا   | إمكانية تحويله إلى حدث عبر الإنترنت. | [ 45 ] |
| مهرجان هونغ كونغ للفنون | هونغ كونغ          | أُلغي لعام 2020.                      | [ 46 ] |
| مهرجان أورول            | تيرشخيلينج، هولندا | أُلغي لعام 2020.                      | [ 47 ] |

## الاقتباسات
قدم بعض الفنانين مثل باتريك ستيوارت وسام نيل العروض المسلية خلال فترة العزل، ووصف نيل مساهمته في الترويح الكوميدي بقوله: «…يجب أن تأخذ وحدتنا في مواجهة الأمر شكلًا من أشكال التباعد». قام ستيوارت -وهو ممثل شكسبيري مدرب- بالظهور على إنستغرام يوميًا ليقرأ للجمهور واحدة من سوناتات شكسبير، وذلك وُصِفَ بأنه: «أكثر من مجرد ترفيه خفيف، إنها لحظات تواصل». كلفت شركة مسرح سيدني الممثلين بتصوير أنفسهم في المنزل يناقشون ويؤدون مونولوج من إحدى الشخصيات التي لعبوها في السابق على المسرح. تغير موعد الإصدار المصور للمسرحية الموسيقية هاميلتون من 15 أكتوبر 2021 إلى 3 يوليو 2020 ليُبَث حصريًا على ديزني +، وذلك بحسب ما أعلن منشئ البرنامج لين مانويل ميراندا في 12 مايو 2020.
اجتمع من جديد طاقم وست إند لمسرحية ماما ميا الأصلية عبر مكالمة فيديو جماعية، ليغنوا «شكرًا على الموسيقى» تكريمًا لهيئة الخدمات الصحية الوطنية وأحد أعضاء الطاقم المصاب بفيروس كورونا. اجتمعت ميراندا وطاقم الممثلين الموسيقيين لهاميلتون (بما في ذلك الفنانين الأصليين ليزلي أودوم جونيور وأنثوني راموس ورينيه إليز غولدسبري) في برنامج الويب «بعض الأخبار الجيدة» لجون كراسينسكي، لمفاجأة فتاة تبلغ من العمر تسع سنوات تدعى أوبري، وهي معجبة كبيرة بهاميلتون، لكنها لم تتمكن من مشاهدة العرض بسبب فيروس كورونا. غنى الطاقم لأوبري أغنية «ألكسندر هاميلتون».
قدمت وبثت العديد من شركات الباليه دروسًا عبر منصة زووم إلى الراقصين. قدم راقصو الباليه دروسًا مباشرة على وسائل التواصل الاجتماعي، بما في ذلك الراقصون الأساسيون جيمس بي وايتسايد وإيزابيلا بويلستون مع مسرح الباليه الأمريكي، والمخرجة الفنية والراقصة الرئيسية في الباليه الوطني الإنجليزي تمارا روخو.
قدم الموسيقيون حفلات موسيقية من المنزل أثناء الحجر الصحي.
بسبب توقف الإنتاج والنقص المتزامن لمعدات الحماية الشخصية، تحولت العديد من أقسام أزياء المسرح -لا سيما تلك الموجودة في دار أوبرا برلين- إلى إنشاء أقنعة الوجه.
أصدرت بعض شركات الفنون المسرحية المهنية إنتاجات مسجلة مسبقًا، بما في ذلك:
| الشركة                         | النمط    | العمل                                 | وسيلة العرض                                           | المصادر       |
| أندرو لويد ويبر                | مسرح     | بث أسبوعي                             | يوتيوب                                                | [ 62 ]        |
| بالاديوم لندن                  | مسرح     | الريح في الصفصاف                      | موقع خاص                                              | [ 63 ]        |
| فيبي والر بريدج                | مسرح     | فليباغ                                | مسرح سوهو وأمازون برايم فيديو، التبرع مطلوب           | [ 64 ]        |
| المسرح الوطني                  | مسرح     | بث أسبوعي                             | يوتيوب                                                | [ 65 ]        |
| شركة شكسبير الملكية            | مسرح     | 6 إنتاجات                             | بي بي سي آيب لاير                                     | [ 66 ]        |
| جلوب شكسبير                    | مسرح     | 40 إنتاج                              | موقع خاص                                              | [ 67 ]        |
| الباليه الأسترالي              | باليه    | بث نصف أسبوعي                         | موقع خاص                                              | [ 68 ]        |
| باليه بولشوي                   | باليه    | 6 عروض، واحد في الأسبوع               | يوتيوب                                                | [ 69 ]        |
| الباليه الوطني الهولندي        | باليه    | بث أسبوعي                             | موقع خاص                                              | [ 69 ]        |
| الباليه الوطني الإنجليزي       | باليه    | بث أسبوعي                             | يوتيوب                                                | [ 69 ]        |
| باليه هامبورغ                  | باليه    | 5 عروض                                | موقع خاص                                              | [ 69 ]        |
| باليه نورثيرن                  | باليه    | 1984 دراكولا                          | يوتيوب بي بي سي آي بلاير                              | [ 70 ]        |
| باليه أوبرا باريس              | باليه    | بث أسبوعي                             | موقع خاص                                              | [ 69 ]        |
| ذا رويال باليه                 | باليه    | بث أسبوعي روميو وجولييت: وراء الكلمات | يوتيوب وفيسبوك بي بي سي آي بلاير                      | [ 71 ]        |
| الباليه الدانماركي الملكي      | باليه    | 6 عروض                                | موقع خاص                                              | [ 69 ]        |
| الباليه النيوزلندي الملكي      | باليه    | بث أسبوعي                             | فيسبوك                                                | [ 69 ]        |
| باليه سان فرانسيسكو            | باليه    | بث أسبوعي روميو وجوليييت              | موقع خاص ويوتيوب وفيسبوك يوتيوب وفيسبوك لينكولين سنتر | [ 69 ]        |
| باليه شتوتغارت                 | باليه    | بث أسبوعي                             | موقع خاص ويوتيوب                                      | [ 69 ]        |
| مسرح ألفين أيلي الأمريكي للرقص | رقص      | بث أسبوعي                             | موقع خاص                                              | [ 72 ]        |
| شركة مارثا غراهام للرقص        | رقص      | بث أسبوعي                             | يوتيوب                                                | [ 72 ]        |
| مسرح سادلر ويلز                | رقص      | بث أسبوعي                             | فيسبوك ويوتيوب                                        | [ 72 ]        |
| أوركسترا برلين الفيلهارمونية   | أوركسترا | عزف 600 حفل على مدى 15 سنة            | موقع خاص                                              | [ 73 ]        |
| أوركسترا باريس الوطنية للأوبرا | أوركسترا | بث أسبوعي                             | موقع خاص                                              | [ 74 ]        |
| أوركسترا سيول الفلهارمونية     | أوركسترا | السيمفونية الثالثة لبيتهوفن           | يوتيوب                                                | [ 75 ]        |
| أوبرا برلين                    | أوبرا    | بث يومي                               | موقع خاص                                              | [ 76 ]        |
| الأوبرا الوطنية الهولندية      | أوبرا    | العرض العالمي الأولي لريتراتو         | موقع خاص                                              | [ 77 ]        |
| أوبرا ميتروبوليتان             | أوبرا    | بث يومي                               | تطبيق خاص                                             | [ 78 ] [ 79 ] |
| أوبرا باريس                    | أوبرا    | بث أسبوعي                             | موقع خاص                                              | [ 73 ]        |
| الأوبرا الملكية                | أوبرا    | بث نصف أسبوعي                         | يوتيوب وفيسبوك                                        | [ 80 ]        |
| سيرك دو سوليه                  | سيرك     | بث أسبوعي                             | يوتيوب                                                | [ 74 ]        |

## التأثيرات

### الميزانيات والتوظيف
بسبب عمليات الإغلاق، كان من المتوقع أن تعاني المنظمات الثقافية التي تعتمد على مبيعات التذاكر من نتائج مدمرة، مع ما يترتب على ذلك من آثار على الموظفين المنظمين وعلى الفنانين والمهنيين المستقلين. يرجع هذا إلى كون الفنون أحد قطاعات الاقتصاد الوطني التي تعتمد على التمويل الذاتي والعمل الحر. على سبيل المثال، بحلول 20 مارس، قام سيرك دو سوليل بتسريح 95٪ من قوته العاملة، وأغلق عروض السيرك المتنقل العاملة في سبع دول، وكذلك، ألغيت معارض الفنون التعبيرية مثل مهرجان هونغ كونغ للفنون.
تضمنت تقارير ميزانية قطاع الفنون والثقافة والتوظيف لكل بلد ما يلي:
أستراليا: أوقفت أوبرا أستراليا -أكبر شركة للفنون المسرحية في البلاد- مؤقتًا عن جميع موظفيها تقريبًا وسط تكهنات بأنها ستحتاج أيضًا إلى بيع الأصول الرئيسية لتجنب الإفلاس. بحلول 23 مارس، ألغي255000 حدث ثقافي مع خسارة إيرادات تقدر بـ 280 مليون دولار أسترالي، وذلك بحسب ما نشرته الشركة على موقع ILostMyGig.net.au.
الولايات المتحدة الأمريكية: مع انتشار الجائحة، أصبح الإغلاق هو القاعدة لا الاستثناء. وحينها، بدأت المؤسسات في نشر نقص الإيرادات المتوقع. على سبيل المثال: بحلول نهاية مارس، تتوقع أوبرا متروبوليتان خسارة 60 مليون دولار من الإيرادات.
بالتوازي مع تسريح العمال في قطاع المتاحف، بدأ الموظفون في تكوين نقابات، على الرغم من أوامر التباعد الاجتماعي التي تمنع الاجتماعات الشخصية المطلوبة لتوقيع البطاقات المطلوبة لتقديمها لانتخابات النقابات. استجابةً لسرعة اللجوء إلى المنصات الإلكترونية لتقديم الفنون التعبيرية، أعلنت جمعية حقوق الممثلين في 18 مارس اتفاقية وسائط بث جديدة في المناطق التي تكون فيها أوامر التباعد الاجتماعي سارية، ليختار المنتجون العروض ويعرضوها عبر الإنترنت لمشتري التذاكر. ألغي العرض المخطط له لـ «من المؤسف أنها عاهرة»  عبر برنامج التداول بالفيديو في اللحظة الأخيرة بسبب نزاع بين المنتجين وجمعية حقوق الممثلين. تشرح الجمعية أنه خلال هذا الوقت يعيش كل فرد في مجال الفن بدون شيك بأجر منتظم قلقًا حول رعايته الصحية، وتقول: «من المحزن للغاية أن نرى بعض أصحاب العمل يطلبون من ممثلي الجمعية العمل بدون حماية العقد». رد منتجو المسرح بأن الفضاء الإلكتروني ليس ضمن اختصاص وكالة جمعية حقوق الممثلين ولا يجب أن يتدخلوا في التجربة التي تتم عبر الإنترنت فقط، والتي يشارك فيها الممثلون بطريقة آمنة ومريحة من منزلهم عبر الهاتف، دون بروفات أو سعر مشاركة، وأن هذا لا يخضع لاتفاقية أوف برودواي.

### المساعدة المالية
مع الاضطراب المالي الواسع النطاق في جميع مجالات الاقتصاد، أعلنت العديد من الحكومات حوافز مالية وحزم إنقاذ اقتصادي تضمنت موارد محددة للقطاعات الفنية والثقافية. وبالمثل، جمعت العديد من المؤسسات الخيرية والهيئات الصناعية الأموال لدعم قطاعها.
تضمنت حزم التحفيز المالي لقطاع الفنون والثقافة من كل بلد ما يلي:
أستراليا: في مارس، طلبت عريضة ضمت أكثر من 50 منظمة للفنون والثقافة (بما في ذلك أهم هيئات الموسيقى والرقص والفنون البصرية والمتاحف والكتاب ومجموعات الفنون الأصلية) حزمة مساعدات مالية بقيمة 2٪ من 111.7 مليار دولار تقدمه الصناعة الثقافية والإبداعية. علاوة على ذلك، طلبت من رئيس الوزراء إصدار بيان عام يعترف بقيمة صناعتهم لجميع الأستراليين، مع الإشارة إلى أن الصناعة لم تتعافى بعد من تأثير حرائق الغابات الأسترالية 2019-2020. على نحو منفصل، طلبت شركة لايف برفورمانس أستراليا -أو «هيئة الدعوة لصناعة العروض المباشرة»- 850 مليون دولار لقطاعها.
بدلًا من الـ 2.2 مليار دولار المطلوبة في العريضة، أعلنت الحكومة الفيدرالية في أوائل أبريل عن حزمة مساعدات بقيمة 27 مليون دولار لتمويل فنون محددة، لتوزع ذلك على الشكل الآتي: 7 ملايين دولار لبرنامج دعم صناعة الفنون البصرية الأصلية، و 10 ملايين دولار لصندوق الفنون الإقليمي في أستراليا، و 10 ملايين دولارا لهيئة الدعم أو المؤسسات الخيرية التي تقدم الدعم والمشورة المالية للأشخاص في صناعة الموسيقى.  وسعت نطاق مساعدات البطالة استجابة للوباء بمشروع أطلقت عليه اسم المحافظ على الوظائف -أو جوب كيبر- ولكنها استبعدت على وجه التحديد المستقلين والعاملين المؤقتين بعقود قصيرة الأجل، أو الذين عملوا في سلاسل التوظيف العام الماضي. ونظرًا لاعتماد قطاع الفنون بشكل كبير على العقود قصيرة الأجل، فإن نسبة كبيرة من العاملين في قطاع الفنون والثقافة غير مؤهلين للحصول على الدعم.
المملكة المتحدة: أعلن مجلس الفنون في إنجلترا إتاحة 160 مليون جنيه استرليني للمنظمات الفنية، بما في ذلك 50 مليون جنيه استرليني للمنظمات التي لا يمولها عادة و20 مليون جنيه استرليني للفنانين والمستقلين.
الولايات المتحدة الأمريكية: في أواخر مارس، أعلنت الحكومة الفيدرالية للولايات المتحدة عن حزمة حوافز اقتصادية بقيمة 2 تريليون دولار في قانون مكافحة فيروسات كورونا والإغاثة والأمن الاقتصادي. شملت ذلك: 75 مليون دولار للصندوق الوطني للفنون و75 مليون دولار للصندوق الوطني للعلوم الإنسانية، على أن تنقل هذه الهيئات الأموال إلى المؤسسات التي تحتاجها. خُصِّصَت 50 مليون دولار أخرى لمعهد خدمات المتاحف والمكتبات، الذي سيوزع بدوره الأموال على المتاحف والمكتبات.